# Alastair Robinson
Alastair S. Robinson (1980) is een Brits-Amerikaans taxonoom en veldbotanicus, gespecialiseerd in Nepenthes, een geslacht van vleesetende bekerplanten. Hij is de broer van de actrice Zuleikha Robinson.
In 2007 ondernam Robinson,
Stewart McPherson en Volker B. Heinrich een expeditie van twee maanden in de Filipijnen om de verschillende Nepenthes-soorten in kaart te brengen. In juni ontdekte het drietal op Palawan Nepenthes attenboroughii. De vangbekers van deze soort behoren tot de grootste in het geslacht. Op Palawan ontdekte Robinson ook de eerste exemplaren van het orchideeëngeslacht Stigmatodactylus. Hij publiceerde in 2016 twee soorten, namelijk Stigmatodactylus aquamarinus A.S.Rob. & E.Gironella en Stigmatodactylus dalagangpalawanicum A.S.Rob.
Robinson droeg bij aan het tweedelige Pitcher Plants of the Old World, een verhandeling over de geslachten Nepenthes en Cephalotus dat in 2009 werd gepubliceerd. Ook was hij co-auteur van New Nepenthes: Volume One (2011) en publiceerde hij in 2012 diverse veldgidsen.